# Miquel Puigbò i Farrés
Miquel Puigbò i Farrés   (Sant Vicenç de Torelló, 1826 - 1907) va ser un cornamusaire de Sant Vicenç de Torelló, conegut com en Quel de la Munda, que el 1991 va permetre la recuperació de la dansa del Divino, ja que va transmetre el text sencer, gràcies a ser-ne el darrer testimoni.
Durant més de 50 anys va ser cornamusaire, fins que va tenir un accident que li va deixar tres dits de la mà dreta paralitzats, el que va obligar a deixar de tocar. Esdevingué abastament conegut entre les persones dels municipis propers pels seus coneixements de música popular i la seva memòria. Aquest fet va permetre la recuperació del Divino, un contrapàs llarg amb text sobre la Passió de Jesucrist, es balla el dissabte de rams a la plaça de l’església de Sant Vicenç de Torelló. Documentat al segle XVI i d'orígen religiós, s'havia ballat a Catalunya i el Rosselló fins la segona meitat del segle XIX.